# Grus
Grus es un género de aves gruiformes de la familia de las grullas (Gruidae), que incluye diez especies con una amplia distribución.

## Especies
Tiene descritas diez especies:
- Grulla común (Grus grus) (Linnaeus, 1758)
- Grulla trompetera (Grus americana) (Linnaeus, 1758)
- Grulla monje (Grus monacha) Temminck, 1835
- Grulla cuellinegra (Grus nigricollis) Przewalski, 1876
- Grulla de manchuria (Grus japonensis) (Statius Muller, 1776)
- Grulla carunculada (Grus carunculata) (Gmelin, 1789)
- Grulla del paraíso (Grus paradisea) (Lichtenstein, AAH, 1793)
- Grulla damisela (Grus virgo) (Linneo, 1758)
- Grus pagei (extinta) Campbell, 1995[3]
- Grus cubensis (extinta) Fischer & Stephan, 1971